# Schleifkottenbahn

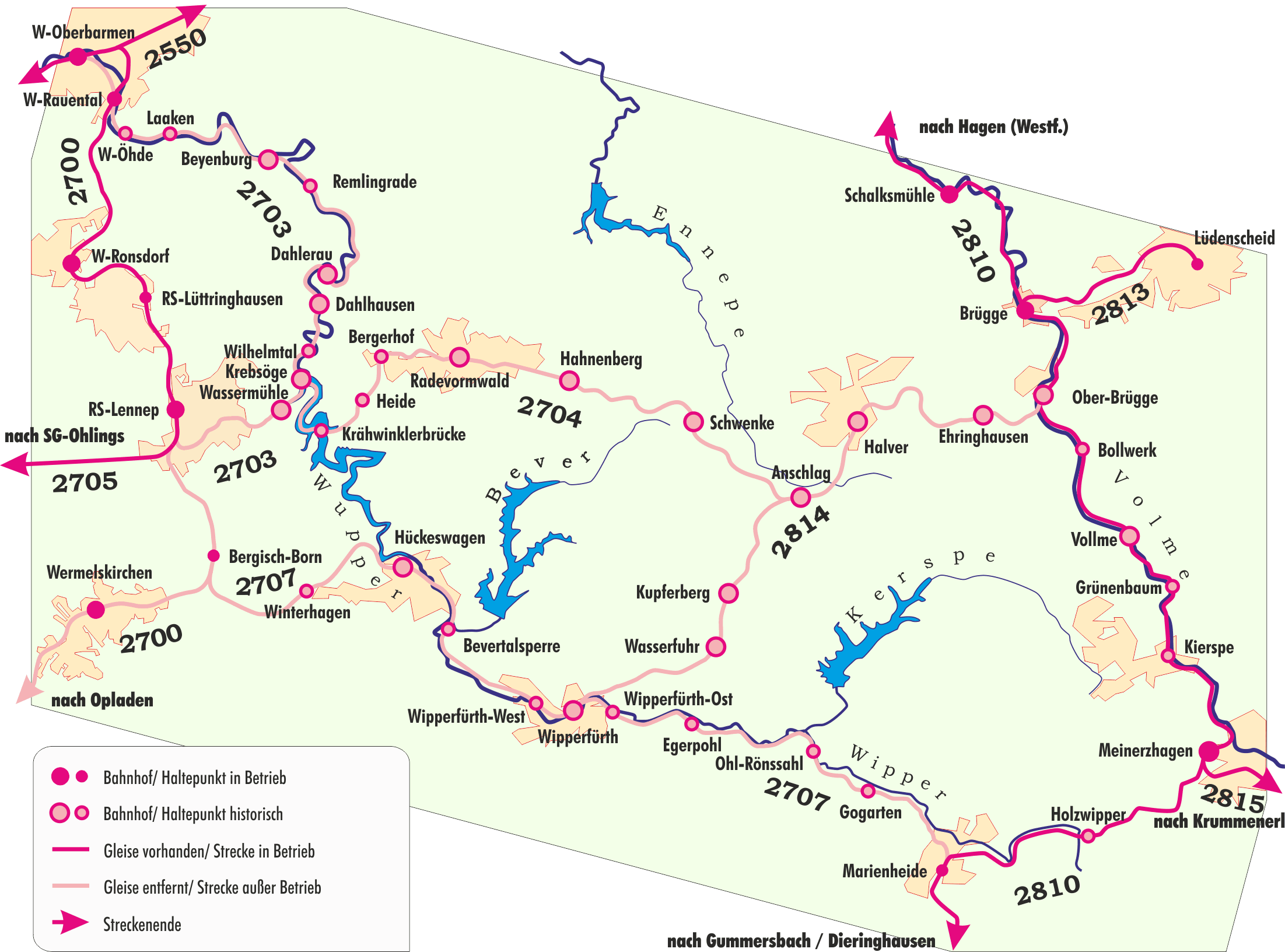
Die Strecke der Schleifkottenbahn im Netz der Wuppertalbahnen

Die Schleifkottenbahn GmbH (SKB) besitzt den noch erhaltenen etwa 7 Kilometer langen östlichsten Abschnitt der ehemaligen Wuppertalbahn zwischen dem Halveraner Ortsteil Oberbrügge und der Kleinstadt Halver. Sie ist zugelassenes Eisenbahninfrastruktur- und Eisenbahnverkehrsunternehmen.

## Strecke
Die eingleisige normalspurige Strecke der Schleifkottenbahn GmbH liegt im Märkischen Kreis in Westfalen. Sie zweigte im ehemaligen Bahnhof Oberbrügge, heute Haltepunkt Halver-Oberbrügge von der Volmetalbahn ab und steigt bis zum Kulturbahnhof Halver stetig an. Von dem ehemaligen Bahnhof Vollme-Ehringhausen ist noch die Bahnsteigkante erhalten. Neben Einschnitten, Dämmen und kleineren Brücken ist der 304 Meter lange Sticht-Tunnel das wichtigste Kunstbauwerk der Bahnverbindung. Das Streckenende ist heute der Bahnhof Halver.

## Geschichte
Der Abschnitt Oberbrügge–Halver–Anschlag–Radevormwald und der Abzweig Anschlag–Wipperfürth wurden am 30. Juni 1910 eröffnet. Damit verlor die Schmalspurbahn Halver–Schalksmühle (Hälvertalbahn) der Kreis Altenaer Eisenbahn ihre Bedeutung. Bereits am 30. Mai 1964 erfolgte die Einstellung des Personenverkehrs der Strecke Oberbrügge–Halver.
Die Bahnlinie wurde nur noch gelegentlich im Ausflugsverkehr befahren, ab den 1980er Jahren regelmäßig zur Halveraner Kirmes durch den Bürgerverein zur Förderung des Schienenverkehrs (BFS). Durch die Aktivitäten des BFS kam die Strecke für einige Jahre wieder ins Kursbuch der DB. Vom BFS wurde auch der Name Schleifkottenbahn geprägt, weil die Strecke am Herweger Schleifkotten vorbeiführt. Im Mai 1995 wurde auch der Güterverkehr zwischen Oberbrügge und Halver eingestellt.
Ende 2000 erwarb die Schleifkottenbahn GmbH die Bahnstrecke von der Deutschen Bahn AG und erhielt die behördliche Genehmigung für einen Eisenbahnbetrieb.
Die Schleifkottenbahn wollte zunächst auf der Bahnlinie wieder einen Güterverkehr einrichten und diesen, aufgrund neuer innovativer Technologien wie z. B. dem Einsatz von Mehrwegfahrzeugen, die sowohl auf Gleisanlagen als auch Straßen verkehren können, oder mit einem neuartigen und aufgrund seiner Vereinfachung kostengünstigen Containerterminal, „System Kugel“, wirtschaftlich betreiben.
Alternativ wollte die Schleifkottenbahn GmbH die Strecke mit einem Schienentaxi als Teil einer neuen Stadtbahnstrecke betreiben, die mit der Volmetalbahn verbunden ist.
Mangels Fördermitteln stellte die Schleifkottenbahn GmbH Ende 2014 ihre diesbezüglichen Pläne zurück. Nachdem es zwischenzeitlich Überlegungen gab, die Bahnstrecke zu einem Wander- und Radweg werden zu lassen, wurde zunächst in Zusammenarbeit mit der Draisinenbahnen Berlin/Brandenburg GmbH & Co. KG eine Draisinenbahn eingerichtet. Mittlerweile wird die Draisinenbahn mit eigenen Draisinen betrieben. Mit den Einnahmen aus dem Draisinenbetrieb kann die Strecke langfristig unterhalten und in ihrem Bestand gesichert werden.
Im April 2020 wurden die Draisinen von der Draisinenbahnen Berlin/Brandenburg GmbH & Co. KG durch neue Draisinen ersetzt, womit gleichzeitig die Zusammenarbeit mit dieser in Teilen beendet wurde.
Am 18. Juli 2020 wurde bekannt, dass der Zweckverband Nahverkehr Westfalen-Lippe eine Machbarkeitsstudie zur Reaktivierung der Bahnstrecke plant.